# バド・イギフルサグ
バド・イギフルサグとは「山岳に面した城壁」を意味し、シュメール文明ウル第三王朝の時代に作られた城壁を指す。

## 概要
バド・イギフルサグの建設は第二代シュルギ王の治世に始まった。造築には軍人が携わっていたことが分かっている。
シュメールの人々にとっては敵であるアモリ人の侵入が勢いを増してきたため、アモリ人の侵入を阻止することが城壁建設の目的であった。
敵の侵入を防ぐための城壁という点では後に作られることになる中国の万里の長城やローマ帝国のハドリアヌスの長城と同じ性質を持ったものだと言える。